# Edith Durham
Edith Durham, antropóloga, pintora, historiadora e jornalista, foi uma das últimas das senhoras viajantes vitorianas, mas ela não estava interessada apenas em costumes exóticos, mas em desenvolvimentos políticos futuros. Seus escritos se concentraram nos Bálcãs, nos quais ela tomou uma atitude muito hostil contra os esquemas dos sérvios, uma atitude justificada na nossa própria era. Quando ela chegou pela primeira vez nos Bálcãs, em 1900, tinha uma boa relação com eles, como muitas outras pessoas no Oeste, mas, por fim, condenou a Sérvia em todos os seus escritos. Esta coletânea de seus artigos (muitos deste periódico) e suas cartas eram focadas em seus interesses albaneses, mas ela discute de forma interessante toda a complicada história dos Bálcãs. Entre outras coisas, mostra como foi a resposta austríaca aos assassinatos terroristas em Saraievo do arquiduque Francisco Ferdinando e de sua esposa.